# Перелік населених пунктів, що постраждали від Голодомору 1932—1933 (Харківська область)
| №   | Населений пункт                              | Встановлено жертв |
| --- | -------------------------------------------- | --- |
| 1   | Андріївка (Балаклійський район)              | 197 |
| 2   | Андріївка (Золочівський район)               | в Гур'ївому Козачку, Сотницькому Козачку, Андріївці, Ковтуні-1, Ковтуні-2, Кониках, Хоружівці 315 людей                                                                        |
| 3   | Бабариківка                                  | --- |
| 4   | Байрак (Вовчанський район)                   | в Рубіжному, Байраці, Верхньому Салтові, Замулівці —528 людей |
| 5   | Байрак (Балаклійський район)                 | --- |
| 6   | Барвінкове                                   | 489 |
| 7   | Безруки                                      | 80 |
| 8   | Березівка                                    | у Березівці та Цапівці 71 людина |
| 9   | Берестянки                                   | в 5 селах — 586 людей |
| 10  | Білий Колодязь                               | 230 |
| 11  | Благодатне                                   | в Іванівці, Благодатному, Василівці, Захарівці 874 людей |
| 12  | Близнюки                                     | 37 |
| 13  | Богданове                                    | в Богдановому, Гаврилівці та Пригожому — 175 людей |
| 14  | Богодарове                                   | 84 |
| 15  | Богуславка                                   | в Богуславці, Загризовому і Лозовій 290 людей |
| 16  | Болибоки                                     | у Дергачах та Болибоках 274 людини |
| 17  | Борова                                       | у Боровій та Шийківці — 693 людини |
| 18  | Бородоярське                                 | в 5 селах — 135 людей |
| 19  | Борщівка                                     | 786 |
| 20  | Бригадирівка                                 | в Бригадирівці, комуні Червоний Фронтовик та хуторі Бурлуцький — 496 людей |
| 21  | Бугаївка (Вовчанський район)                 | 318 |
| 22  | Бугаївка (Ізюмський район)                   | 238 |
| 23  | Валер'яновка                                 | 35 |
| 24  | Варварівка                                   | у Миколаївці та Варварівці 327 людей |
| 25  | Василівка                                    | в Іванівці, Благодатному, Василівці, Захарівці — 874 людей |
| 26  | Велика Гомільша                              | у Великій Гомільші, Западні, Клименівці, Козачці 383 людей |
| 27  | Велика Комишуваха                            | 389 |
| 28  | Велика Рогозянка                             | у Великій Рогозянці, Гуринівці та Сковородинівці 48 людей |
| 29  | Великий Бурлук                               | сотні смертей |
| 30  | Великі Проходи                               | 104 |
| 31  | Вертіївка                                    | 130 |
| 32  | Верхній Салтів                               | в Рубіжному, Байраці, Верхньому Салтові, Замулівці 528 людей |
| 33  | Веселе                                       | 86 |
| 34  | Вилівка                                      | у Соколовому та Вилівці 228 людей |
| 35  | Височинівка                                  | в Чемужівці і Пролетарському 539 людей |
| 36  | Вище Солоне                                  | у Вищому та Нижчому Солоному 369 людей |
| 37  | Вільхуватка (Балаклійський район)            | в Морозівці, Вустимівці, Бородоярському, Ковтунівці, Вільхуватці — 135 людей                                                                                                   |
| 38  | Вільхуватка (Великобурлуцький район)         | у Вільхуватці та Зарубинці кількість встановлених жертв — 771 людина |
| 39  | Вільшана                                     | в Дворічному, Будьонівці, Великих Подвірках, Малих Подвірках, Вільшанах, Западному, Ломачному, Раковій, Сагунівці, Червоній Долині, Шевченківській громаді — 113 людей         |
| 40  | Вільшани                                     | 664 |
| 41  | Вінницькі Івани                              | в Семенівярській сільській раді 437 людей |
| 42  | Водяне                                       | у Водяному, Красній Поляні і Костянтинівці 246 людей |
| 43  | Вовчанськ                                    | у Вовчанську, Заводах Перших, Заводах Других, Чапліївці, Гергелівці — 1789 людей                                                                                               |
| 44  | Волвенкове                                   | в селах Волвенкове, Мар'ївка, Мар'ївка-1, Антоненкове — 1229 людей |
| 45  | Воскресенівка                                | 30 |
| 46  | В'язова                                      | в живих лишилося 67 людей |
| 47  | Гайдари                                      | у Задонецькому та Гайдарах 150 людей |
| 48  | Гаврилівка                                   | в Богдановому, Гаврилівці та Пригожому — 175 людей |
| 49  | Геївка                                       | в Нижньому Бишкині, Сухій Гомільші та Геївці 187 людей |
| 50  | Геніївка                                     | 257 |
| 51  | Глазунівка                                   | у Вербівці, Глазунівці та Лагерях — 219 людей |
| 52  | Гороховатка                                  | 121 |
| 53  | Губарівка                                    | 41 |
| 54  | Гуринівка                                    | у Великій Рогозянці, Гуринівці та Сковородинівці 48 людей |
| 55  | Гур'їв Козачок                               | в Гур'ївому Козачку, Сотницькому Козачку, Андріївці, Ковтуні-1, Ковтуні-2, Кониках, Хоружівці 315 людей                                                                        |
| 56  | Гусарівка                                    | у Гусарівці та хуторі Веселому — 293 людей |
| 57  | Гути                                         | в Семенівярській сільській раді 210 людей |
| 58  | Данилівка                                    | 125 |
| 59  | Дворічне                                     | в Дворічному, Будьонівці, Великих Подвірках, Малих Подвірках, Вільшанах, Западному, Ломачному, Раковій, Сагунівці, Червоній Долині, Шевченківській громаді 113 людей           |
| 60  | Дворічний Кут                                | в Польовій і Дворічному Куті 139 людей |
| 61  | Дергачі                                      | у Дергачах та Болибоках 24 |
| 62  | Дмитрівка                                    | в Червоній Балці та Дмитрівці — 62 людини |
| 63  | Добровілля                                   | 234 |
| 64  | Довгалівка                                   | у Савинцях та Довгалівці — 588 людей |
| 65  | Довжик                                       | 94 |
| 66  | Донець                                       | в Червоному Донці, П'ятигорську, Червоногірському (Червоній Гірці), Жовтневому, Червоноандріївському, Копанках — 1204 людини                                                   |
| 67  | Дружелюбівка                                 | 181 |
| 68  | Дуванка                                      | у Макаровому, Світличному, Дуванці, Соснівці 43 людей |
| 69  | Дудківка                                     | в Таранівці та Дудківці 375 людей |
| 70  | Жуваківка                                    | у Бабариківці, Пазіївці, Слабунівці, Макарівці, Крючках, Теплянці Першій, Теплянці Другій, Жуваківці, Нуровому, Якимівці, Сухому Яру, Чорнобаївці — 479 людей                  |
| 71  | Заброди                                      | у Забродівській сільській раді — Заброди, Лозова, Новоселівка, Філатове — 459 людей                                                                                            |
| 72  | Завгороднє                                   | у Завгородньому, Петровському, Бересті, Протопопівці — 586 людей |
| 73  | Задонецьке                                   | у Задонецькому та Гайдарах 150 людей |
| 74  | Загризове                                    | в Богуславці, Загризовому і Лозовій 290 людей |
| 75  | Залиман                                      | у Залимані та Норцівці — 134 людей |
| 76  | Замниуси                                     | в Замниусах, Киянах, Скорогорівці, Сухинах, Хорунжому 382 людей |
| 77  | Замостя                                      | у Змієві та Замості 559 людей |
| 78  | Замулівка                                    | в Рубіжному, Байраці, Верхньому Салтові, Замулівці — 528 людей |
| 79  | Западне                                      | в Дворічному, Будьонівці, Великих Подвірках, Малих Подвірках, Вільшанах, Западному, Ломачному, Раковій, Сагунівці, Червоній Долині, Шевченківській громаді — 113 людей         |
| 80  | Западня                                      | у Великій Гомільші, Западні, Клименівці, Козачці 383 людей |
| 81  | Зарубинка                                    | у Вільхуватці та Зарубинці 771 людина |
| 82  | Зарябинка                                    | 45 |
| 83  | Зідьки                                       | 116 |
| 84  | Зміїв                                        | у Змієві та Замості 559 людей |
| 85  | Іванівка                                     | в Іванівці, Благодатному, Василівці, Захарівці 874 людей |
| 86  | Івано-Шийчине                                | в Івано-Шийчиному, Булатові, Наказні, Острасі, Удовенках, Червоній Долині — 267 людей                                                                                          |
| 87  | Ізюм                                         | понад 1000 |
| 88  | Кадниця                                      | 33 |
| 89  | Калинівка                                    | в Яковенковому, Таранушиному, Калинівці, Дудникові — 505 людей |
| 90  | Калинове                                     | у Підвисокому та Калиновому 517 людей |
| 91  | Качалівка                                    | померло понад половина населення |
| 92  | Кирилівка                                    | 134 |
| 93  | Кияни                                        | в Замниусах, Киянах, Скорогорівці, Сухинах, Хорунжому — 382 людей |
| 94  | Клименівка                                   | у Великій Гомільші, Западні, Клименівці, Козачці 383 людей |
| 95  | Козача Лопань                                | 104 |
| 96  | Козачка                                      | у Великій Гомільші, Западні, Клименівці, Козачці 383 людей |
| 97  | Комарівка                                    | 125 |
| 98  | Копанка                                      | в Червоному Донці, П'ятигірському, Червоногірському (Червоній Гірці), Жовтневому, Червоноандріївському, Копанках — 1204 людини                                                 |
| 99  | Копанки                                      | залишилося живими сім сімей |
| 100 | Корбині Івани                                | 291 |
| 101 | Костянтівка                                  | у Водяному, Красній Поляні і Костянтівці 246 людей |
| 102 | Красна Поляна                                | у Водяному, Красній Поляні і Костянтівці 246 людей |
| 103 | Крейдянка                                    | в Лагерях, Липцях, Крейдянці та Криничному — 661 людина |
| 104 | Крисине                                      | 81 |
| 105 | Крючки                                       | у Бабариківці, Пазіївці, Слабунівці, Макарівці, Крючках, Теплянці Першій, Теплянці Другій, Жуваківці, Нуровому, Якимівці, Сухому Яру, Чорнобаївці — 479 людей                  |
| 106 | Криничне                                     | в Лагерях, Липцях, Крейдянці та Криничному — 661 людина |
| 107 | Куп'єваха                                    | 199 |
| 108 | Курулька                                     | в Новій Дмитрівці та Курульці — 171 людина |
| 109 | Куряжанка                                    | в Солоницівці, Куряжанці та Подвірках 166 людей |
| 110 | Леб'яже                                      | ? |
| 111 | Леміщине                                     | у Леміщиному та Писарівці 117 людей |
| 112 | Леськівка                                    | 42 |
| 113 | Лозова (Богодухівський район)                | у Забродівській сільській раді — Заброди, Лозова, Новоселівка, Філатове — 459 людей                                                                                            |
| 114 | Лозова (Борівський район)                    | в Богуславці, Загризовому і Лозовій 290 людей |
| 115 | Лозова (місто)                               | ? |
| 116 | Лозовенька                                   | в Лозовеньківці, Шопинці, Орлиноярському, Новопавлівці, комуні ім. Леніна, Новій Серпухівці, Михайлівці, Тушині, Садках, Запольному, Вольному, комуні Червоне Село — 123 людей |
| 117 | Лютівка                                      | 59 |
| 118 | Макарове                                     | в Макаровому, Світличному, Дуванці, Соснівці 43 людей |
| 119 | Мала Вишнева                                 | 178 |
| 120 | Мала Данилівка                               | 146 |
| 121 | Мала Рогозянка                               | 37 |
| 122 | Маліївка                                     | у Пісках-Радьківських та Маліївці 176 людей |
| 123 | Матвіївка                                    | 64 |
| 124 | Мерефа                                       | ? |
| 125 | Мечебилове                                   | 173 |
| 126 | Мечнікове                                    | 15 |
| 127 | Миколаївка (Вовчанський район)               | у Миколаївці (тоді — Жовтневому Другому) та Варварівці 327 людей |
| 128 | Миколаївка (Дворічанський район)             | у Миколаївці, Микільському, Нежданівці, Орлівці, Осоківці, Павлівці, Петрівці — 137 людей                                                                                      |
| 129 | Мирне                                        | вимирали сім'ями |
| 130 | Миронівка                                    | у Миронівці та Чорноглазівці 63 людей |
| 131 | Митрофанівка                                 | в Петрово-Іванівці, Митрофанівці, Новомлинську, Хотинську, Дриголівці, Михайлівці — 55 людей                                                                                   |
| 132 | Мілова                                       | в Міловій, Первомайському та Дружківці — 230 людей |
| 133 | Морозівка                                    | в Морозівці, Вустимівці, Бородоярському, Ковтунівці, Вільхуватці — 135 людей                                                                                                   |
| 134 | Мохнач                                       | у Скрипаях і Мохначі 853 людей |
| 135 | Мурафа                                       | ? |
| 136 | Нежданівка                                   | в Миколаївці, Микільському, Нежданові, Орлівці, Осоківці, Павлівці, Петрівці — 137 людей                                                                                       |
| 137 | Нижній Бишкин                                | в Нижньому Бишкині, Сухій Гомільші та Геївці 187 людей |
| 138 | Нижній Бурлук                                | ? |
| 139 | Нижче Солоне                                 | у Вищому та Нижчому Солоному 369 людей |
| 140 | Нова Гусарівка                               | у Байраках, Байраку-1, Байраку-2, Донецькому, Задонецькому, комуні Червоний Донець, Новій Гусарівці, Щурівці, Гашновій (Гановій), Вільхуватці — 309 людей                      |
| 141 | Нова Дмитрівка                               | в Новій Дмитрівці та Курульці — 171 людина |
| 142 | Нова Миколаївка                              | в Новій Миколаївці та Червоному Лимані — 209 людей |
| 143 | Нова Павлівка                                | у Вишневій, Малій Вишневій, 1 травня, Дубниківці, Зеленому Гаю, Устимівці — 178 людей                                                                                          |
| 144 | Нова Серпухівка                              | в Лозовеньці, Шопинці, Орлиноярському, Новопавлівці, комуні ім. Леніна, Новій Серпухівці, Михайлівці, Тушині, Садках, Запольному, Вольному, комуні Червоне Село — 123 людей    |
| 145 | Новомлинськ                                  | в Петрово-Іванівці, Митрофанівці, Новомлинську, Хотинську, Дриголівці, Михайлівці — 55 людей                                                                                   |
| 146 | Новомиколаївка                               | ? |
| 147 | Новоселівка                                  | у Забродівській сільській раді — Заброди, Лозова, Новоселівка, Філатове — 459 людей                                                                                            |
| 148 | Новостепанівка                               | ? |
| 149 | Норцівка                                     | у Залимані та Норцівці — 134 людей |
| 150 | Нурове                                       | у Бабариківці, Пазіївці, Слабунівці, Макарівці, Крючках, Теплянці Першій, Теплянці Другій, Жуваківці, Нуровому, Якимівці, Сухому Яру, Чорнобаївці — 479 людей                  |
| 151 | Одноробівка                                  | у Одноробівці та Петрівці 52 людей |
| 152 | Олександрівка                                | 50 |
| 153 | Олексіївка                                   | село занесене на «чорну дошку» |
| 154 | Орлиноярське                                 | в Лозовеньці, Шопинці, Орлиноярському, Новопавлівці, комуні ім. Леніна, Новій Серпухівці, Михайлівці, Тушині, Садках, Запольному, Вольному, комуні Червоне Село 123 людей      |
| 155 | Островерхівка                                | 174 |
| 156 | Охрімівка                                    | не менше 10 |
| 157 | Павлівка (Богодухівський район)              | 301 |
| 158 | Павлівка (Дворічанський район)               | в Миколаївці, Микільському, Нежданові, Орлівці, Осоківці, Павлівці, Петрівці 137 людей                                                                                         |
| 159 | Пазіївка                                     | у Бабариківці, Пазіївці, Слабунівці, Макарівці, Крючках, Теплянці Першій, Теплянці Другій, Жуваківці, Нуровому, Якимівці, Сухому Яру, Чорнобаївці                              |
| 160 | Первомайське                                 | в Міловій, Первомайському та Дружківці — 230 людей |
| 161 | Пересічне                                    | 350 |
| 162 | Першотравневе (Богодухівський район, селище) | близько 300 осіб |
| 163 | Першотравневе (Дворічанський район)          | 12 |
| 164 | Першотравневе (Зміївський район)             | 60 |
| 165 | Петрівка                                     | у Одноробівці та Петрівці 52 |
| 166 | Петрівське                                   | у Завгородньому, Петровському, Бересті, Протопопівці — 586 людей |
| 167 | Петро-Іванівка                               | в Петрово-Іванівці, Митрофанівці, Новомлинську, Хотинську, Дриголівці, Михайлівці 55 людей                                                                                     |
| 168 | Петропавлівка (Богодухівський район)         | 144 |
| 169 | Петропавлівка (Куп'янський район)            | ? |
| 170 | Писарівка                                    | у Леміщиному та Писарівці 117 людей |
| 171 | Підвисоке                                    | у Підвисокому та Калиновому 517 людей |
| 172 | Пільна                                       | 467 |
| 173 | Піски-Радьківські                            | у Пісках-Радьківських та Маліївці 176 людей |
| 174 | Плисове                                      | 223 |
| 175 | Подвірки                                     | в Солоницівці, Куряжанці та Подвірках 166 людей |
| 176 | Полкова Микитівка                            | 616 |
| 177 | Польова                                      | в Польовій і Дворічному Куті 139 людей |
| 178 | Пригоже                                      | в Богдановому, Гаврилівці та Пригожому — 175 людей |
| 179 | Пришиб                                       | 208 |
| 180 | Протопопівка                                 | у Завгородньому, Петровському, Бересті, Протопопівці — 586 людей |
| 181 | Прудянка                                     | 95 |
| 182 | П'ятигірське                                 | в Червоному Донці, П'ятигірському, Червоногірському (Червоній Гірці), Жовтневому, Червоноандріївському, Копанках — 1204 людини                                                 |
| 183 | Рижове                                       | 66 |
| 184 | Ріпки                                        | у Сазоно-Баланівці та Ріпках 156 людей |
| 185 | Рогозянка                                    | 99 |
| 186 | Рубіжне                                      | в Рубіжному, Байраці, Верхньому Салтові, Жовтневому 528 |
| 187 | Рублене                                      | 212 |
| 188 | Руська Лозова                                | 20 |
| 189 | Сазоно-Баланівка                             | у Сазоно-Баланівці та Ріпках 156 людей |
| 190 | Семенів Яр                                   | в Семенівярській сільській раді 1225 людей |
| 191 | Семенівка                                    | 184 |
| 192 | Симинівка                                    | 179 |
| 193 | Сковородинівка                               | у Великій Рогозянці, Гуринівці та Сковородинівці 48 людей |
| 194 | Скрипаї                                      | у Скрипаях і Мохначі 853 людей |
| 195 | Світличне                                    | у Макаровому, Світличному, Дуванці, Соснівці 43 людей |
| 196 | Сінне                                        | у Сінному та Шубах 563 людей |
| 197 | Скосогорівка                                 | в Замниусах, Киянах, Скорогорівці, Сухинах, Хорунжах — 382 людей |
| 198 | Слабунівка                                   | у Бабариківці, Пазіївці, Слабунівці, Макарівці, Крючках, Теплянці Першій, Теплянці Другій, Жуваківці, Нуровому, Якимівці, Сухому Яру, Чорнобаївці — 479 людей                  |
| 199 | Смолівка                                     | ? |
| 200 | Соколове                                     | у Соколовому та Вилівці 228 людей |
| 201 | Солоницівка                                  | в Солоницівці, Куряжанці та Подвірках 166 людей |
| 202 | Соснівка                                     | у Макаровому, Світличному, Дуванці, Соснівці 43 людей |
| 203 | Сотницький Козачок                           | в Гур'ївому Козачку, Сотницькому Козачку, Андріївці, Ковтуні-1, Ковтуні-2, Кониках, Хоружівці 315 людей                                                                        |
| 204 | Старий Салтів                                | 219 |
| 205 | Стариця                                      | 302 |
| 206 | Суха Гомільша                                | в Нижньому Бишкині, Сухій Гомільші та Геївці 187 людей |
| 207 | Сухини                                       | в Замниусах, Киянах, Скорогорівці, Сухинах, Хорунжах — 382 людей |
| 208 | Таранівка                                    | в Таранівці та Дудківці 375 людей |
| 209 | Таранушине                                   | в Яковенковому, Таранушиному, Калинівці, Дудникові — 505 людей |
| 210 | Токарівка                                    | в Токарівці і Токарівці Другій 49 людей |
| 211 | Токарівка Друга                              | в Токарівці і Токарівці Другій 49 людей |
| 212 | Томахівка                                    | 156 |
| 213 | Уди                                          | 406 |
| 214 | Уплатне                                      | 26 |
| 215 | Феськи                                       | 39 |
| 216 | Філатове                                     | у Забродівській сільській раді — Заброди, Лозова, Новоселівка, Філатове — 459 людей                                                                                            |
| 217 | Хатнє                                        | 198 |
| 218 | Хорунже                                      | в Замниусах, Киянах, Скорогорівці, Сухинах, Хорунжому 382 людей |
| 219 | Хотімля                                      | 443 |
| 220 | Хрущова Микитівка                            | 77 |
| 221 | Цапівка                                      | у Березівці та Цапівці 71 людина |
| 222 | Чепіль                                       | в селі Чепіль та на хуторі Вітрівка — 95 людей |
| 223 | Червона Балка                                | в Червоній Балці та Дмитрівці — 62 людини |
| 224 | Червона Гірка                                | в Червоному Донці, П'ятигірському, Червоногірському (Червоній Гірці), Жовтневому, Червоноандріївському, Копанках — 1204 людини                                                 |
| 225 | Червоний Лиман                               | в Новій Миколаївці та Червоному Лимані — 209 людей |
| 226 | Чемужівка                                    | в Чемужівці і Пролетарському 539 людей |
| 227 | Черемушна                                    | ? |
| 228 | Черкаська Лозова                             | 105 |
| 229 | Чернещина                                    | 33 |
| 230 | Чистоводівка                                 | ? |
| 231 | Чорноглазівка                                | у Миронівці та Чорноглазівці 63 людей |
| 232 | Шарівка                                      | 60 |
| 233 | Шебелинка                                    | 70 |
| 234 | Шелудьківка                                  | 114 |
| 235 | Шийківка                                     | у Боровій та Шийківці 693 людини |
| 236 | Шевелівка                                    | 467 |
| 237 | Шуби                                         | у Сінному та Шубах — 563 людей |
| 238 | Щурівка                                      | у Байраках, Байраку-1, Байраку-2, Донецькому, Задонецькому, комуні Червоний Донець, Новій Гусарівці, Щурівці, Гашновій (Гановій), Вільхуватці — 309 людей                      |
| 239 | Яковенкове                                   | в Яковенковому, Таранушиному, Червоному Яру, Дудникові — 505 людей |